# El Cuete
El Cuete är en ort i Mexiko.   Den ligger i kommunen Santa María Zacatepec och delstaten Oaxaca, i den sydöstra delen av landet, 300 km söder om huvudstaden Mexico City. El Cuete ligger 346 meter över havet och antalet invånare är 227.
Terrängen runt El Cuete är kuperad söderut, men norrut är den platt. Runt El Cuete är det ganska glesbefolkat, med 27 invånare per kvadratkilometer. Närmaste större samhälle är Santa María Zacatepec, 2,6 km sydost om El Cuete. Omgivningarna runt El Cuete är en mosaik av jordbruksmark och naturlig växtlighet.